# Zwake
Zwake of De Zwake was een binnenzee, een polder, een ambachtsheerlijkheid en de naam voor de voormalige gemeente Oost- en Middelzwake (ook wel Zwake, Zwake en Middelzwake genoemd) tot het op 1 januari 1816 overging naar de gemeente 's-Gravenpolder. Het wapen werd na de opheffing van de gemeente bevestigd bij besluit van de Hoge Raad van Adel op 31 juli 1817 in de provincie Zeeland in Nederland. Van het binnenwater is tegenwoordig enkel de kreek de Zwaakse Weel over.

## Geschiedenis

Wapen van Zwake. Het wapen van de familie Recourt de Lens de Licques is bekend, graven van Rupelmonde. Zij hadden in de 17e en 18e eeuw veel bezittingen in en rond 's Gravenpolder en Zwake.

Na de stormvloeden van 1014 en 1134 was in Zuid-Beveland een binnenzee ontstaan genaamd; Zwake, die gedurende de eeuwen daarna weer dichtslibde. Het water stond oorspronkelijk in verbinding met de Westerschelde door twee stroomgaten. Het ene stroomgat werd het Zwint genoemd en was gelegen tussen Oudelande en Borssele, het andere (waarvan de naam onbekend is) lag tussen Oudelande en Baarland. In de middeleeuwen vond op grote schaal inpoldering plaats, waardoor de Zwake rond het jaar 1500 binnendijks was komen te liggen. Het resultaat daarvan was dat er veel poldertjes met evenveel besturen waren ontstaan. Op 20 juni 1445 had Philips van Bourgondië bevel gegeven om tussen 's-Gravenpolder en de Nieuwe Hoondertpolder een dam te slaan. Tussen 1480 en 1510 werd het gebied drooggelegd. In de 19e eeuw waren hier waterschappen actief, "de watering Ooster- en Middel-Zwake" in 1873-1878 afzonderlijk als twee waterschappen. Dijkgraaf was Bastiaan Burger. In die periode werd door Cornelis Petrus Lenshoek van Zwake het ambachtsheerlijk recht uitgeoefend; hij benoemde ook de dijkgraaf. De gemeente Oost- en Middelzwake werd opgeheven in 1816 en ging bij 's-Gravenpolder horen en is nu onderdeel van de gemeente Borsele.

### Ambachtsheren van Zwake
- Peter Lenshoek (1738-1816), burgemeester van het Hulster Ambacht en heer van Zwake. Ongehuwd; in een akte van 20 december 1803 draagt hij de titel ambachtsheer van Zwake over aan zijn neef Hendrik Lenshoek (1778-1846).
- Hendrik Lenshoek (1778-1846), heer van Zwake, kantonrechter te Goes, lid provinciale staten van Zeeland (neef).
- Cornelis Petrus Lenshoek (1821-1879), heer van Zwake, burgemeester van 's-Gravenpolder (zoon).
- Mr. Hendrik Lenshoek (1863-1902), heer van Zwake (zoon).

Hendriks beide dochters Cecilia Johanna (1893-1980, gehuwd met Carel de Iongh en Cornelia Petronella (1895-?), gehuwd met Jan Jäger, noemden zich nog 'Lenshoek van Zwake'. De familie Lenshoek woonde in Wolphaartsdijk waar zij een riant onderkomen lieten bouwen.